# Sebastian Valfrè
Sebastian Valfre (ur. 9 marca 1629 w Verduno, zm. 30 stycznia 1710) – włoski filipin, Błogosławiony Kościoła katolickiego.

## Życiorys

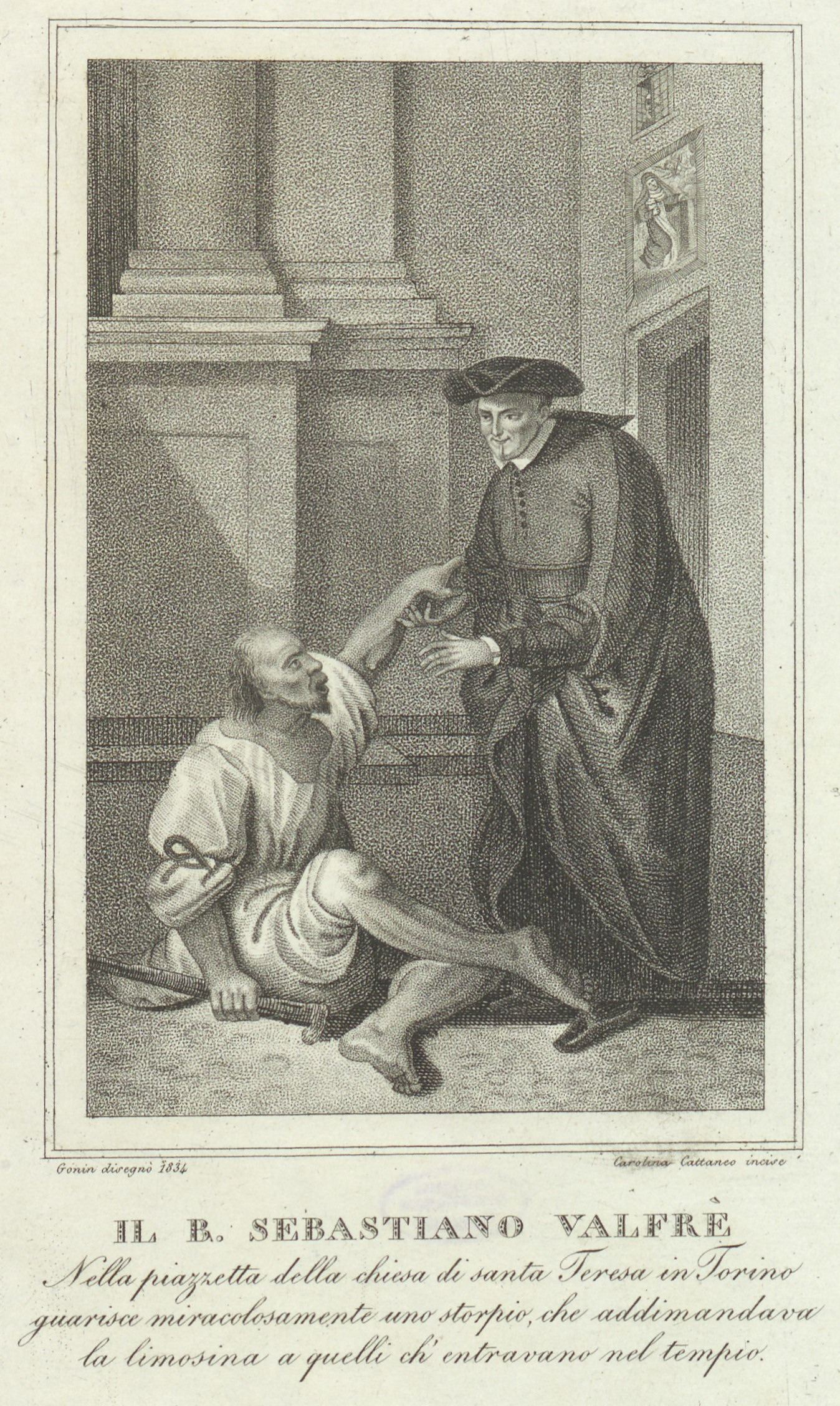
Sebastiano Valfrè uzdrawiają kaleko. Litografia, 1834-1835.

Pochodził z ubogiej rodziny. Mając 22 lata wstąpił do Oratorium filipinów w Turynie, a w dniu 24 lutego 1652 roku otrzymał święcenia kapłańskie. W 1656 roku zdobył doktorat z teologii, potem przetrwał kilka wojen, a także oblężenie miasta. Zorganizował pomoc dla żołnierzy. Był spowiednikiem Wiktora Amadeusza II. Zmarł 30 stycznia 1710 roku w opinii świętości. Został pochowany w sanktuarium w kościele Oratorium w Turynie. Beatyfikował go papież Grzegorz XVI w dniu 15 lipca 1834 roku.